# Isabelle de Muyser
Pour les articles homonymes, voir Muyser.
Isabelle de Muyser-Boucher, née le 15 janvier 1960 à Luxembourg, une journaliste luxembourgeoise.
Elle a commencé à travailler dans le domaine de l'aide humanitaire dès 1987. Elle a été occupée au Bureau de la coordination des affaires humanitaires (OCHA) des Nations unies depuis sa création en 1995 et est basée à Genève. Après diverses affectations dans la coordination des secours, l'approvisionnement, la gestion d'entrepôts, le fret aérien et l'administration de projets, elle a été promue chef de l'Unité de soutien logistique (LSU) d'urgence à la Direction générale des services (ESB) en avril 2007.
Depuis août 2014 elle travaille à l'organisation du sommet humanitaire mondial (qui se tenue en mai 2016 à Istanbul).